# Université de culture, d'art et de tourisme de Crimée
L'université de culture, d'art et de tourisme de Crimée (Крымский университет культуры, искусств и туризма, (КУКИиТ) est un établissement d'enseignement supérieur situé à Simféropol en Crimée. Il prépare des spécialistes dans le domaine de l'art et de la culture.

## Histoire
L'histoire de l'université remonte à 1948, lorsque l'école d'éducation culturelle de Crimée a été fondée. Dix ans plus tard, elle a fusionné avec l'école de la culture de Crimée et le collège de la bibliothèque de Simféropol. En 1966, l'établissement d'enseignement a été transformé en école culturelle et éducative régionale de Crimée. En 1990, cet établissement d'enseignement est devenu l'école de la culture de Crimée. En 2002, la faculté de Crimée a été fondée comme succursale de l'université nationale de la culture et des arts de Kiev,.
Par décret du conseil des ministres de la république autonome de Crimée n° 390 de 2004, cet établissement devient l'université de culture, d'art et de tourisme.
Après le rattachement de la Crimée à la fédération de Russie en 2014, l'université entre dans le système juridique russe. Lors des travaux de réparation de 2017-2018, le service de surveillance financière de la République de Crimée a établi que l'acte d'acceptation des travaux exécutés comprenait des travaux que l'entrepreneur n'avait pas exécutés. En conséquence, l'université a rendu 223 000 roubles au budget de Crimée. 
Le 24 septembre 2021, le service fédéral de surveillance de l'éducation et des sciences a accrédité l'université pour une période de six ans. Elle est dirigée depuis 2015 par Valery Anatolievitch Gorenkine.

## Structure
EN 2020, l'université est structurée comme suit:
- Collège supérieur de théâtre;
- Faculté d'art;
- Faculté de création artistique;
- Faculté de sociologie;
- Faculté de perfectionnement et de formation complémentaire[8].

## Locaux
L'université dispose de quatre locaux, d'une bibliothèque, de deux auditoriums, de deux salles de sport et d'un studio d'enregistrement. En 2015, le conseil des ministres de la république de Crimée donne à disposition de l'université un local rue Pouchkine/rue Gogol, 15/10 qui appartenait au théâtre Gorki. En 2020, les salles de conférences sont ouvertes dans l'ancien édifice de l'assemblée de la noblesse de Simféropol, après trois ans de travaux.